# Mullsjö AIS
Mullsjö AIS ist ein schwedischer Unihockeyverein aus Mullsjö. Die Herren spielen in der Svenska Superligan, der höchsten Spielklasse Schwedens.

## Geschichte
Nach der Saison 2007/08 stieg Mullsjö in die Svenska Superligan auf. Nach einer Saison musste sich allerdings Mullsjö wieder in die damalige Division 1 Södra verabschieden. In der Division 1 dominierte Mullsjö wieder und stand am Ende der Saison auf dem ersten Rang. In den Playoffs konnten sich die Herren durchsetzen und stiegen erneut in die SSL auf.
2010/11 gelang es dem Verein die Klasse mit dem 12. Rang zu halten. 2012 gelang ihnen der Ligaerhalt dank des 12. Ranges erneut. In der Saison 2013/14 gelang dem Verein erstmals die Qualifikation für die Playoffs. Im Viertelfinale der Playoffs traf die Mannschaft auf Storvreta und schied aus. Eine Saison später gelang dem Team von Trainer Andreas Elf erneut die Qualifikation für die Playoffs. Im Viertelfinale bezwang man Växjö in sieben Spielen. Damit qualifizierte sich die Mannschaft zum ersten Mal für das Halbfinale der SSL. Im Halbfinal scheiterte man an Falun. 2015/16 zog Mullsjö mit dem 8. Rang in der regulären Saison in die Playoffs ein. Dort scheiterte man bereits im Viertelfinale. Eine Saison später erreichte Mullsjö den dritten Rang und zog gegen Linköping in das Viertelfinale ein. Die Serie wurde erst in der letzten Partie entschieden. Im Halbfinale traf Mullsjö auf den IBK Växjö.

## Stadion
Seine Heimspiele trägt der Verein in der JALAS® Arena aus.